# Katalán vasúti múzeum
A Katalán vasúti múzeum (katalán nyelven: Museu del Ferrocarril de Catalunya) egy vasúti múzeum Katalóniábanban, Spanyolországban, Vilanova i la Geltrúban. A múzeum a város vasútállomásának egykori fűtőházának területén található, nem messze a mai állomástól.

## Története
A múzeum 1990-ben nyílt meg, és egy 19. század végén épült egykori mozdony fűtőházban található. Mintegy 900 munkás javított és karbantartott itt mozdonyokat 1967-ig, amikor is ezek a tevékenységek megszűntek.
A múzeumhoz kapcsolódó főépületben könyvtár és vasúti tárgyak, például sapkák, miniatűrök és gépek gyűjteménye található. A múzeumnak van egy előadóterme is, ahol naponta vetítenek egy filmet a katalóniai vasút történetéről. A recepció, ahová a látogatók belépnek, a La Granada faluban található vasútállomás eredeti jegypénztára.
1972-ben a MOROP, a vasút- és modellvasút-rajongók nemzeti egyesületeit tömörítő szövetség Barcelonában tartotta tizenkilencedik kongresszusát. 1972-ben a kongresszuson kiállított antik mozdonyokat a múzeumnak később otthont adó létesítményekben tárolták. 1981-ben, a Barcelona és Vilanova közötti vasútvonal megnyitásának századik évfordulóján javasolták egy állandó vasúti múzeum létrehozását a régi mozdony fűtőházban. A projektet kezdetben a spanyol nemzeti vasúttársaság (RENFE) és Katalónia autonóm kormánya vezette. Később Vilanova város tanácsa is csatlakozott.
A múzeum 1990. augusztus 5-én nyílt meg. 1993-ban a RENFE a vilanovai múzeumot a madridi fő múzeum, a Museo del Ferrocarril de Madrid és a Fundación de los Ferrocarriles Españoles leányvállalatává tette. 2010-ben az Universitat Politècnica de Catalunya a vilanovai múzeum helyiségeiben létrehozta a Vasúti rendszerek és villamos vontatás mesterképzést.
A múzeum gyűjteménye több mint hatvan járművet tartalmaz a történelem minden korszakából, különböző származási országokból és különböző technológiákból, köztük 28 gőzmozdonyt a 19. század végéről és az Ibériai-félszigeten használt első gőzmozdony másolatát, amelyet a mai napig használnak a hónap első vasárnapján tartott bemutatókon. A gyűjteményben dízel- és villanymozdonyok, kocsik, egy Harlan típusú amerikai személykocsi, egy jelzőhíd és egy eredeti, a barcelonai pályaudvaron használt váltóállító karos keretasztal is megtalálható.
A múzeum könyvtárának katalógusában több mint 6100 kötet található, köztük a vonatokról és járművekről, a vasúti közlekedés dokumentációjáról, a történelemről és a jogszabályokról, a statisztikákról és az infrastruktúráról szóló művek. A könyvtárban 400 videófelvétel és 10 000 fénykép is található.

## Megközelítése
Barcelona felől a La Plana-Picamoixons–Barcelona-vasútvonalon a Vilanova i la Geltrú állomásig, majd onnan gyalogosan.

## Képgaléria

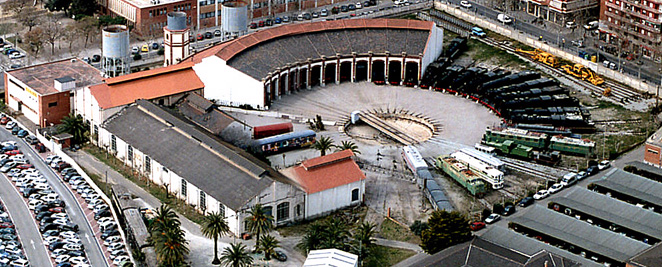
A múzeum madártávlatból
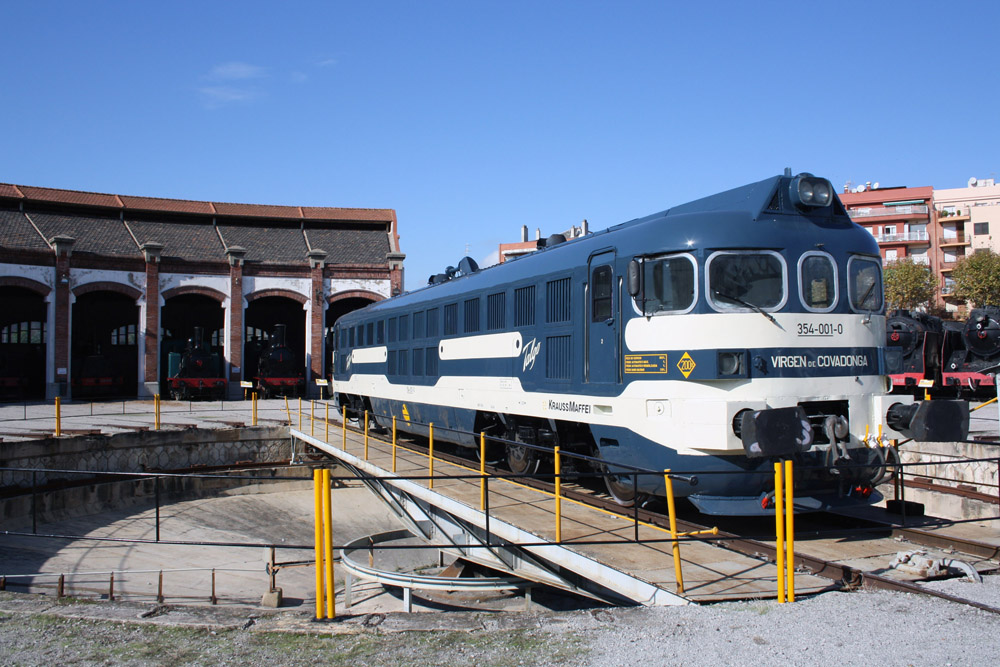
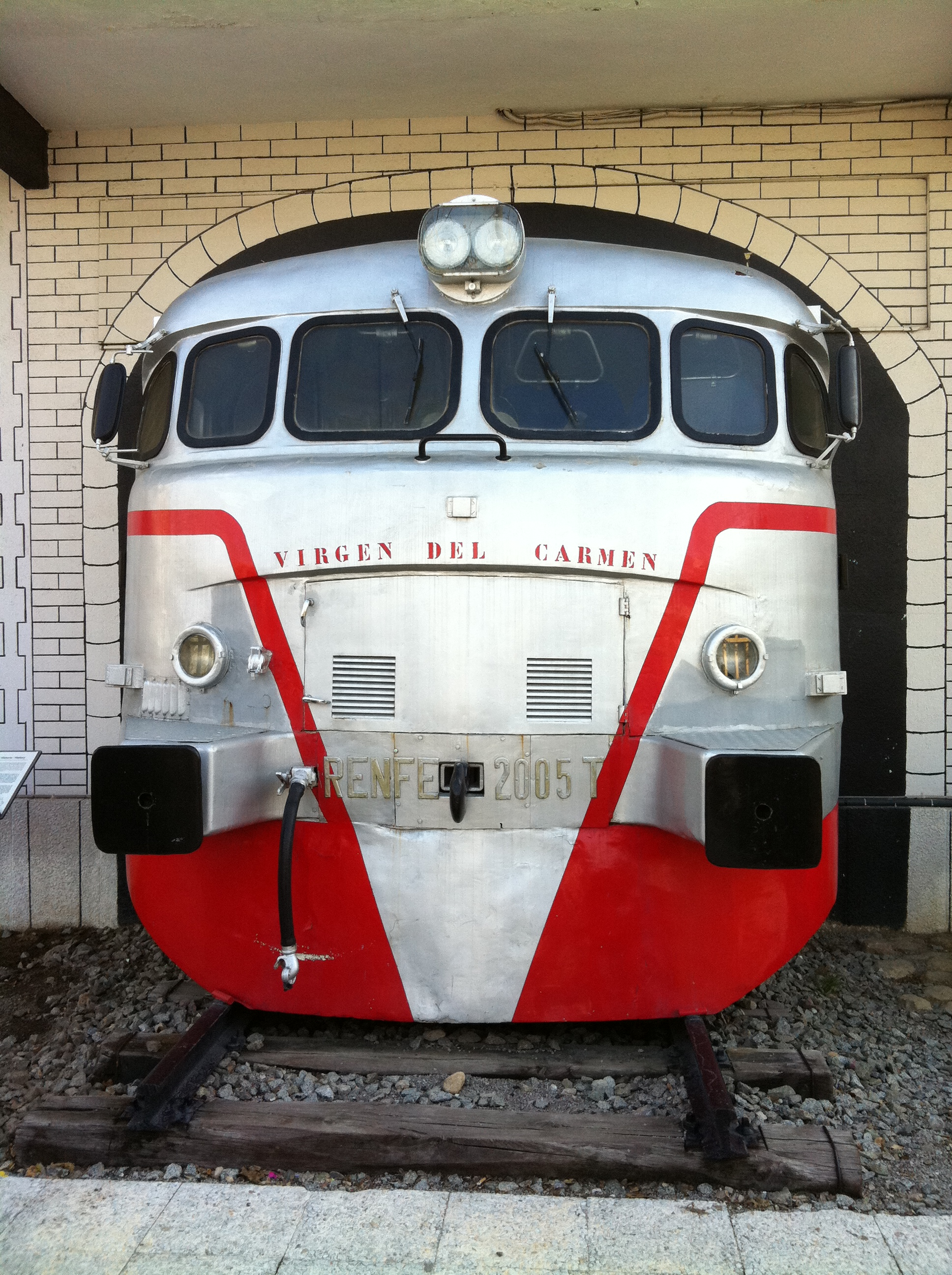
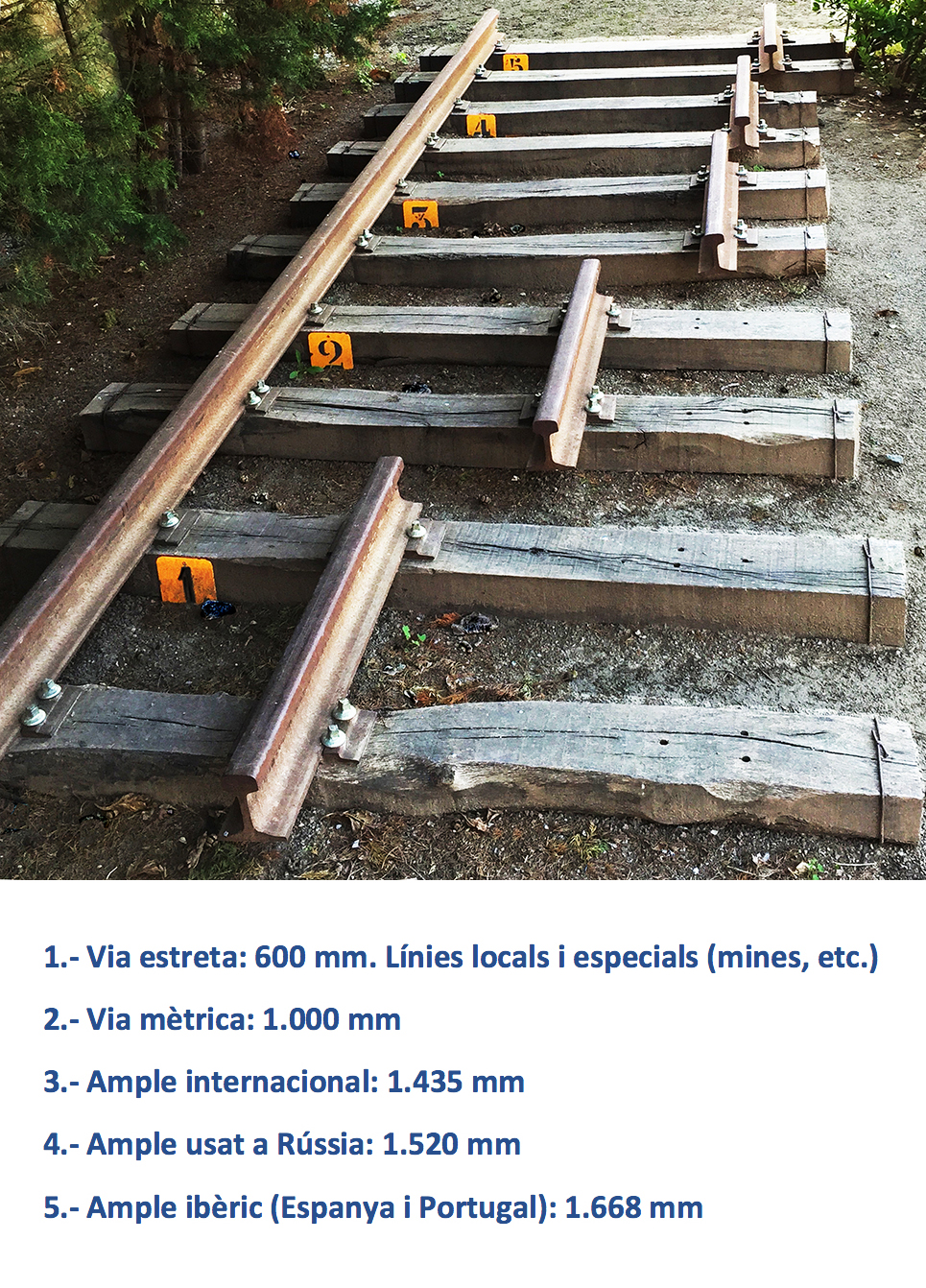
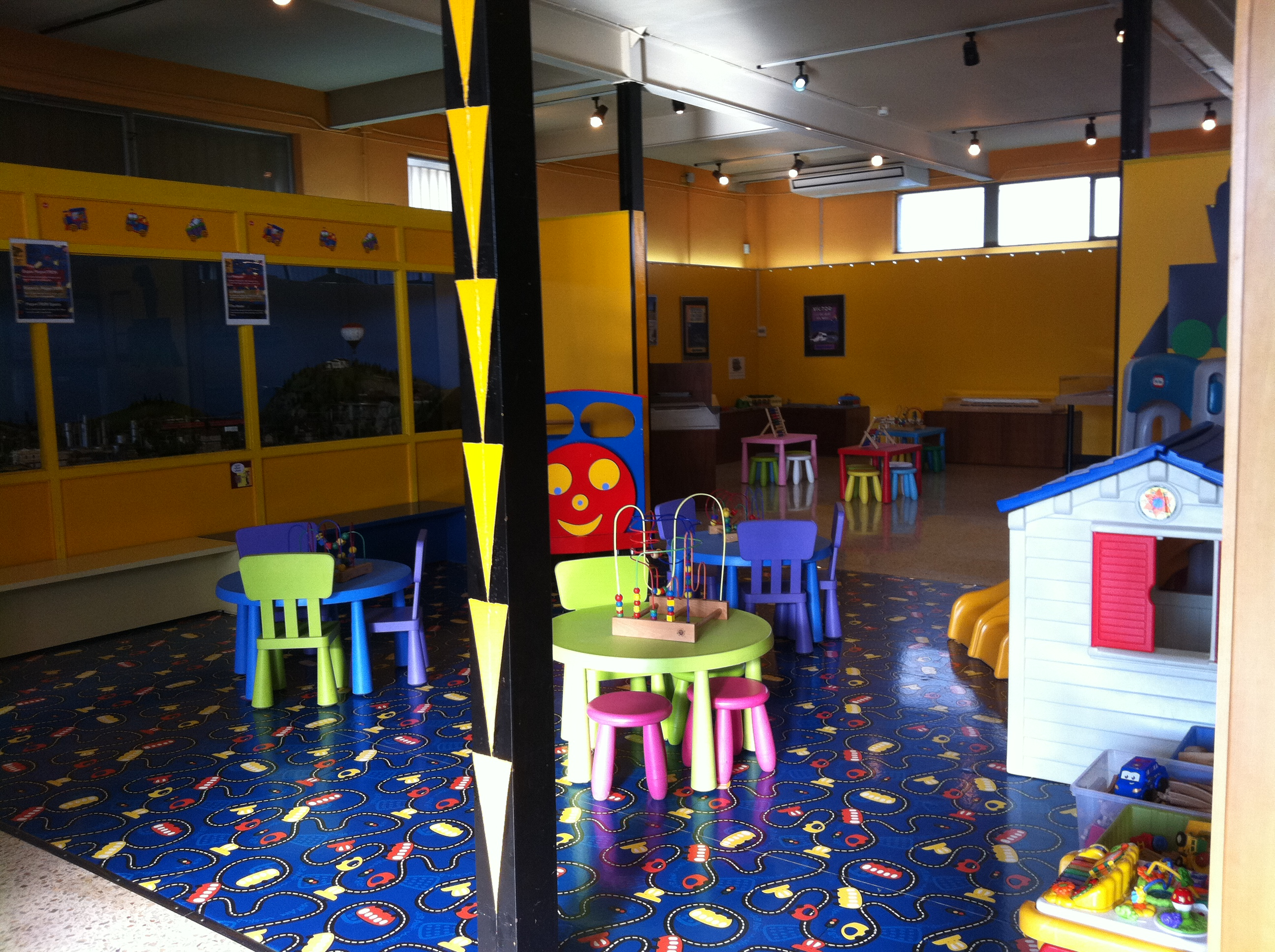
Játszósarok gyerekeknek
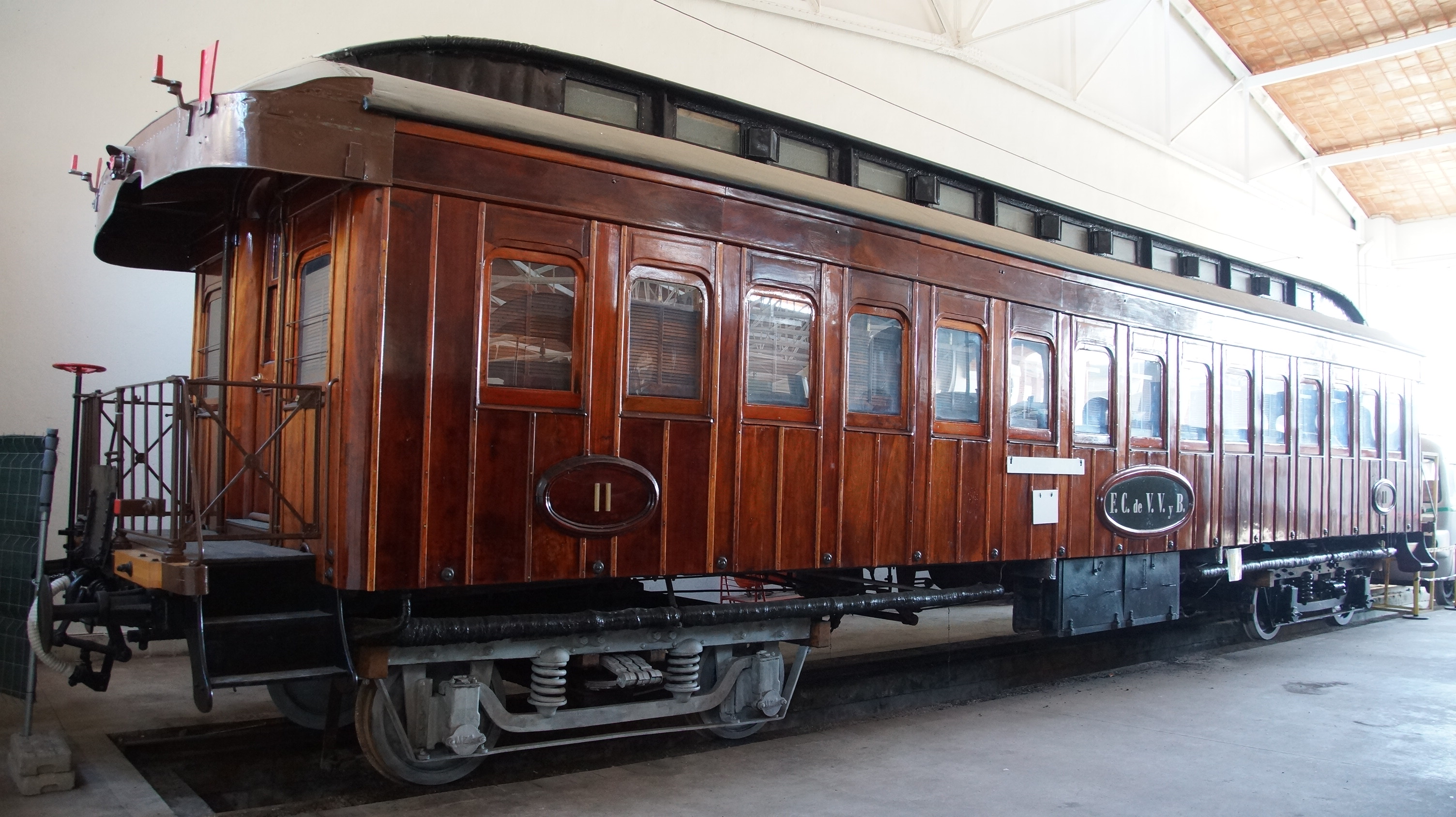
Amerikából importált személykocsi a múzeumban

## Lásd még
- Museo del Ferrocarril de Madrid